# امید (فیلم ۱۹۷۰)
امید (ترکی استانبولی: Umut) یک فیلم درام ترکیه‌ای به کارگردانی ییلماز گونی است که در سال ۱۹۷۰ منتشر شد. این فیلم در جشنواره فیلم کن ۱۹۷۰ به نمایش درآمد و برندهٔ جوایزی در دومین دورهٔ جشنواره بین‌المللی فیلم آدانا و همچین هفتمین جشنواره بین‌المللی فیلم پرتقال طلایی آنتالیا شد. این فیلم با وجود دریافت جوایز گوناگون و اکران عمومی، در نهایت از نظر سیاسی «براندازگرانه» تلقی شد و برای مدتی توسط مقامات دولتی توقیف شد، که تنها به محبوبیت بیشتر ییلماز گونی در بین تماشاگران منجر شد.